# Mercedes-Benz W 15
La Mercedes-Benz Type 170 est une voiture de la marque Mercedes-Benz et a été présentée par Daimler-Benz AG en octobre 1931 au Mondial de l'Automobile de Paris. La voiture est considérée comme la conception la plus importante de Hans Nibel, qui a succédé à Ferdinand Porsche en tant que directeur technique (designer en chef) chez Daimler-Benz en 1929.

## Mercedes-Benz 170

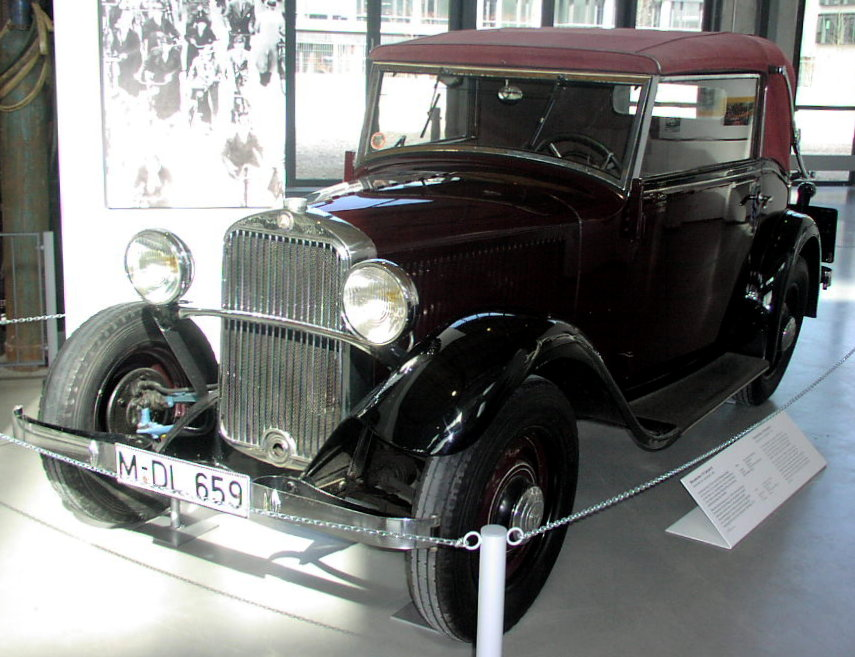
Mercedes-Benz Type 170 cabriolet C (1934)

La Type 170 est la première Mercedes à suspension indépendante sur les quatre roues au lieu des essieux rigides précédents. A l'avant, les roues sont suspendues à deux ressorts à lames transversaux, assimilables à des doubles triangles. À l'époque, cette conception, également appelée « essieu oscillant » au même titre que l'essieu pendulaire, offrait un confort de conduite supérieur aux essieux rigides encore répandus à l'époque en raison des masses non suspendues plus faibles. Dans le cas de l'essieu arrière pendulaire et à double articulation, les tubes carters des arbres de transmission sont montés sur le différentiel et sont appuyés par deux ressorts hélicoïdaux côté roue contre le châssis bas profilé en U. Des essieux pendulaires ont ensuite été progressivement installés sur tous les modèles Mercedes-Benz.
La voiture est équipée d'un moteur six cylindres en ligne d'une cylindrée de 1 692 cm³ et d'une puissance de 32 ch (23,5 kW) à 3 200 tr/min et d'une boîte de vitesses manuelle à trois rapports avec une surmultiplication supplémentaire de 1:0,73. Elle peut atteindre des vitesses allant jusqu'à 90 km/h, consomme 11 litres d'essence aux 100 kilomètres et était bien équipée pour l'époque : freins « à pression d'huile » aux quatre roues, c'est-à-dire des freins à tambour à commande hydraulique sur toutes les roues, graissage centralisé, refroidissement par eau avec pompe et thermostat et un allumage avec antivol de direction comme dispositif antivol faisaient partie de l'équipement standard.
Nibel a conçu une voiture compacte et légère. Le châssis avec moteur, transmission et essieux pèse 750 kg, le véhicule complet, selon la carrosserie, pèse entre 1 050 et 1 200 kg avec un poids total autorisé de 1 455 kg.
La voiture n'était initialement disponible qu'en version châssis, berline quatre portes et cabriolet C. Les deux variantes étaient initialement fournies en standard avec un coffre autoportant à l'arrière. À partir de 1935, le boîtier a été inséré à la carrosserie. Au fil des ans, une berline deux portes, une voiture de tourisme deux portes, un cabriolet A, un roadster sport et un véhicule utilitaire léger militaire pour la Reichswehr (Wehrmacht à partir de 1935) ont été ajoutés.

## L 300 Kastenwagen

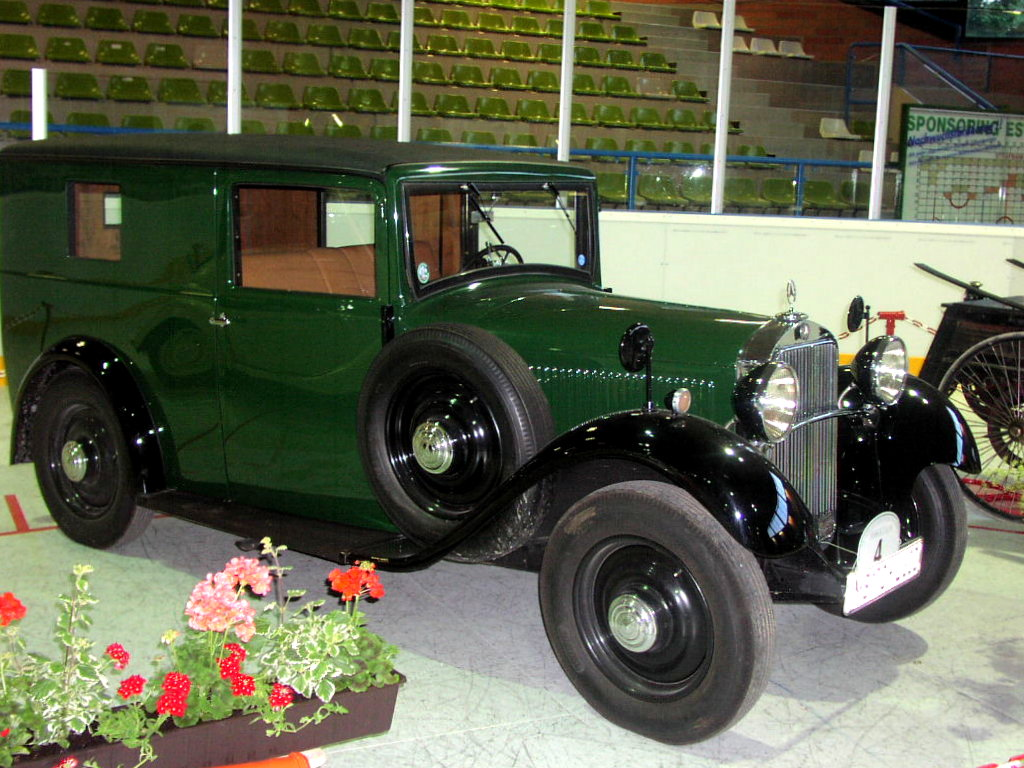
Mercedes-Benz Type L 300 Kastenwagen

À partir du printemps 1932, un fourgon tôlé, le Type L 300, était également disponible. Il avait la technologie de la 170 et une charge utile autorisée de 300 kg - d'où son nom. Lors de la Grande Dépression, la petite voiture de Daimler-Benz AG, qui ne proposait autrement que des véhicules plus gros et plus chers, a permis à la marque de survivre. La construction moderne avec un essieu oscillant, des ressorts hélicoïdaux et des freins hydrauliques assurait une manipulation bonne et sûre. La gamme a été produite jusqu'en 1936 et a ensuite été remplacée par la Type 170 V avec moteur quatre cylindres. Entre autres choses, les types 200 / 230 / 260 D ont été dérivés de cette conception.

## Variantes
- Châssis
- Berline quatre portes avec coffre autoportant
- Berline quatre portes avec coffre attenant
- Berline à deux portes
- Berline avec toit enroulable
- Cabriolet avec coffre autoportante
- Cabriolet avec coffre attenant
- Cabriolet avec coffre
- Voiture de tourisme à deux portes
- Voiture de tourisme à deux portes type Sindelfingen
- Sports Roadster Deux Places
- Sport Cabriolet A avec deux ou trois places
- Camion fourgon type L 300
- Limousine profilée par Erdmann & Rossi pour le Salon de l’automobile de Berlin 1933 (one-off)
- Véhicule utilitaire léger militaire (Exemple de voiture 1932)

## Chiffres de production W 15
| Année        | 1931 | 1932 | 1933 | 1934 | 1935 | 1936 | total |
| ------------ | ---- | ---- | ---- | ---- | ---- | ---- | ----- |
| W 15 - 170   | 173  | 4438 | 3139 | 2508 | 3020 | 497  | 13775 |
| W 15 - L 300 | 0    | 43   | 63   | 10   | 30   | 0    | 126   |